# Agustín Spínola
Agustín Spinola Basadona (né à Gênes, république de Gênes, en 1597 et mort à Séville le 12 février 1649) est un cardinal génois du XVIIe siècle.
Les autres cardinaux de la famille Spinola sont Agostino Spinola (1527), Orazio Spinola (1606), Filippo Spinola (1583), Giandomenico Spinola (1626), Giulio Spinola (1666), Giambattista Spinola, seniore (1681), Giambattista Spinola, iuniore (1695), Niccolò Spinola (1715), Giorgio Spinola (1719), Giovanni Battista Spinola (1733), Girolamo Spinola (1759) et Ugo Pietro Spinola  (1831).

## Repères biographiques
Agustin Spinola étudie à l'université d'Alcala de Henares et à l'université de Salamanque. Il est protonotaire apostolique. 
Le pape Paul V le nomme cardinal lors du consistoire du 11 janvier 1621. Le cardinal Spinola est élu évêque de Tortosa en 1623. Il est promu archevêque de Grenade en 1626 et nommé à l'archidiocèse de Saint-Jacques-de-Compostelle en 1630. Il séjourne à Rome de 1630 à 1635, où il est camerlingue du Sacré Collège en 1632-1633. En 1637 Spinola est appelé à la cour du roi d'Espagne comme conseiller du roi. En 1643 il est capitaine général de Galice pendant trois mois et en 1645 il est nommé archevêque de Séville.
Le cardinal Spinola ne participe pas au conclave de 1621, lors duquel Grégoire XV est élu, ni au conclave de 1623 (élection d'Urbain VIII ) ni au conclave de 1644 (élection d'Innocent X).